# Giarmata
Giarmata (fino al 1924 Iarmota, in ungherese Temesgyarmat, in tedesco Jahrmarkt) è un comune della Romania di 5869 abitanti, ubicato nel distretto di Timiș, nella regione storica del Banato. 
Il comune è formato dall'unione di 2 villaggi: Cerneteaz e Giarmata.